# Windows 10
Windows 10 је оперативни систем за личне рачунаре, развијен и објављен од стране Мајкрософта, као део Windows NT породице оперативних система. Објављен је 29. јула 2015. Он је прва верзија Windows-а која прима стална ажурирања функција. Уређаји у enterprise окружењу могу да примају та ажурирања споријим темпом, или користити дугорочне прекретнице подршке који примају само критична ажурирања, као што су безбедносне закрпе, током њиховог десетогодишњег животног века продужене подршке. Званична подршка за Windows 10 се завршава 14. октобра 2025. године.
Windows 10 представља нешто што је Мајкрософт назвао „универзалним апликацијама”; у поређењу са метро апликацијама, ове апликације се могу покренути на више породица Мајкрософтових производа са готово идентичним кодом — ово обухвата личне рачунаре, таблете, смартфоне, уграђене системе, Xbox One, Сурфејс хаб и Мешовиту реалност. Кориснички интерфејс Windows-а је био рађен да би се сукобио с прелазима између интерфејса оријентисаног на миша и интерфејса оптимизованог екрана осетљивог на додир заснован на доступним улазним уређајима — нарочито на 2-у-1 личним рачунарима; оба интерфејса укључују ажуриран Старт мени који садржи елементе традиционалног Старт менија из Windows-а 7 и плочица из Windows-а 8. Прво објављивање Windows-а 10 такође представља систем виртуелних радних површина, функцију за управљање прозора или радних површина названа Task View (преглед задатака), Мајкрософт Еџ веб прегледач, подршка за пријављивање отиском прста и препознавањем лица, нове безбедносне функције за enterprise окружење и DirectX 12 и WDDM 2.0 за побољшање графичких способности за играње игрица у оперативном систему.
Windows 10 је добио углавном позитивне рецензије након првобитног објављивања у јулу 2015; критичари су похвалили одлуку Мајкрософта да пружи десктоп-оријентисани интерфејс у складу са претходним верзијама Windows оперативног система, критикујући интерфејс оријентисан на таблете из Windows-а 8, али је интерфејс оријентисан на додир у Windows-у 10 био критикован јер садржи регресије након истог у Windows-у 8. Критичари су такође похвалили побољшања у самом софтверу Windows-а 10 у односу на Windows 8, интеграција Xboc Live–а, као и функционалности Кортане, личног асистента и замену Интернет експлорера са Мајкрософт Еџом. Међутим, медији су критиковали промене понашања оперативног система, обавезну инсталацију ажурирања, забринутост у вези са приватношћу због прикупљања података које оперативни систем извршава за Мајкрософт и његове партнере и адвер тактику која се користи за промовисање оперативног система на његовом објављивању.
Циљ Мајкрософта је да Windows 10 буде инсталиран на више од милијарду уређаја широм света у две до три године након објављивања. До августа 2016. коришћење Windows-а 10 се повећавало, након чега је развој стао, док је у 2018. постао коришћенији од Windows-а 7, а самим тим и најкоришћенија верзија Windows оперативног система.